# Ute Büchter-Römer
Ute Büchter-Römer (* 5. Juni 1946 in Bad Neuenahr-Ahrweiler) ist seit 2004 Professorin am Institut für Musikpädagogik an der Humanwissenschaftlichen Fakultät der Universität zu Köln.

## Leben
Ute Büchter-Römer studierte Schulmusik an der Hochschule für Musik Köln sowie Germanistik an der Universität zu Köln. Ferner absolvierte sie ein Gesangsstudium bei Hilde Wesselmann in Essen, trat als Sopranistin mit Programmen Neuer Musik auf und war Oberstudienrätin am Gymnasium Fabritianum. 1989 wurde sie bei Ilse Storb an der Universität Duisburg-Essen mit einer Dissertation zu New Vocal Jazz, Untersuchungen zur Zeitgenössischen Improvisierten Musik mit der Stimme promoviert und hatte Lehraufträge in Duisburg und Köln. Mit einem Lise-Meitner-Habilitationsstipendium verfasste und veröffentlichte sie im Jahr 1995 ihre Habilitationsschrift zu Aspekten des Neuen Musiktheaters und Strategien seiner Vermittlung.
Für WDR, SWF, Bayerischen Rundfunk und Deutschlandfunk machte Ute Büchter-Römer Sendungen über Neue Musik.
Ute Büchter-Römer ist Mitglied im Netzwerk Wissenschaftsfreiheit.

## Werke (Auswahl)
als Autorin
- New Vocal Jazz. Untersuchungen zur Zeitgenössischen Improvisierten Musik mit der Stimme anhand ausgewählter Beispiele. Peter Lang, Frankfurt/M. 1991, ISBN 3-631-43979-2 (zugl. Dissertation, Universität Duisburg 1989).
- Aspekte des Neuen Musiktheaters und Strategien seiner Vermittlung. Wissner, Augsburg 1996, ISBN 3-89639-005-8 (zugl. Habilitationsschrift, Universität Köln 1995).
- Fanny Mendelssohn-Hensel. 3. Aufl. Rowohlt, Reinbek 2006, ISBN 3-499-50619-X.
- Reflexe des Unbehausten. Eine Einführung in das zeitgenössische Musiktheater. Ricordi München 2007, ISBN 3-9807515-6-2
- Spitzenkarrieren von Frauen in der Musik. Ricordi München 2011, ISBN 978-3980751599
- Spitzenkarrieren von Männern in der Musik. Ricordi München 2012, ISBN 978-3-938809-87-7

als Herausgeberin
- Annäherung an sieben Komponistinnen. Furore Verlag, Kassel 2003, ISBN 978-3-927327-56-6 (Luise Adolpha Le Beau, Franziska Lebrun, Maria Rosa Coccia, Gloria Coates, Agathe Backer-Grøndahl, Karin Hausmann, Annette Schlünz).